# Natalie Press

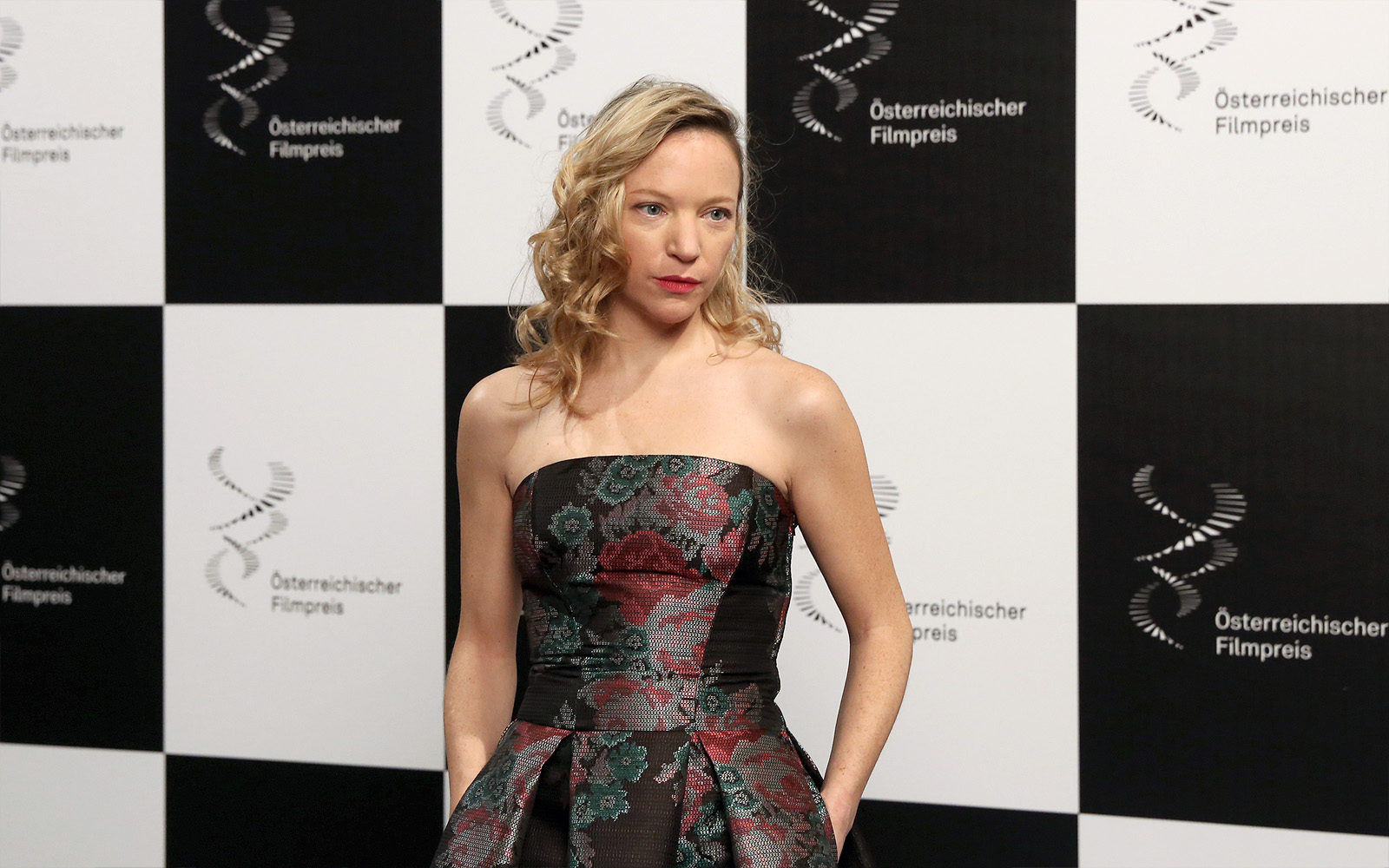
Natalie Press (2014)

Natalie Press, auch Nathalie Press (* 15. August 1980 in London, England), ist eine britische Schauspielerin.

## Biografie

### Ausbildung und erste Filmrollen
Natalie Press wuchs in der nördlich von London gelegenen Grafschaft Hertfordshire auf. Die Tochter einer jüdischen Künstlerin, die vom sechsten bis zehnten Lebensjahr in einem Kindertheater mitwirkte, besuchte ein Jahr lang eine Kunsthochschule, ehe sie sich erneut für die Schauspielerei begeistern konnte und an mehreren Method-Acting-Kursen teilnahm. Ende November 2001 feierte Press mit einer Nebenrolle ihr Debüt im britischen Fernsehen, als sie in der Episode Mother Knows Best in der vierten Staffel der britischen Krankenhausserie Holby City erschien. Daraufhin folgten ein Jahr später weitere Nebenrollen in der britisch-US-amerikanischen Kinoproduktion The Gathering und in einer Episode der britischen Fernsehsitcom Is Harry on the Boat? (beide 2002).
Einem größeren Publikum wurde Press 2003 durch die Hauptrolle in Andrea Arnolds Wespen bekannt. In dem 26-minütigen Kurzfilm mimt sie eine allein erziehende junge Mutter, die auf Kosten ihrer vier Kinder versucht, eine Beziehung zu einem ehemaligen Freund wiederaufleben zu lassen. Während Arnolds Werk von der Kritik gelobt wurde und im Jahr 2004 (offizielle Zählung 2003) den Oscar in der Kategorie Bester Kurzfilm gewann, erhielt Press für ihr Spiel eine lobende Erwähnung 2003 auf dem Filmfestival von Stockholm.

### Erfolg mit My Summer of Love
An diesen Erfolg anknüpfen konnte die rothaarige Aktrice, die nebenher als Büroangestellte ihr Geld verdiente, 2004 mit der Hauptrolle in Paweł Pawlikowskis Film My Summer of Love. In dem Drama, einer Verfilmung des gleichnamigen Romans der Engländerin Helen Cross, mimt Press die verarmte 16-jährige Waise Mona aus der Provinz, die eine Beziehung mit der gleichaltrigen, wohlhabenden und gebildeten Tamsin (gespielt von Emily Blunt) eingeht. Der Film, von der New York Times als Triumph über Stimmung und Implikation gefeiert, stand in der Gunst der Kritiker und wurde 2005 mit dem British Academy Film Award als beste britische Kinoproduktion des Jahres ausgezeichnet. Ebenso im Fokus stand Natalie Press, deren Leistung als raue Proletarierin Vergleiche der internationalen Presse mit der jungen Sissy Spacek (Badlands, 1973; Carrie – Des Satans jüngste Tochter, 1976) oder Tilda Swinton nach sich zog. Für ihre erste Kinohauptrolle erhielt die 1,55 m große Schauspielerin u. a. den Preis der Londoner Filmkritiker als beste britische Nachwuchsdarstellerin des Jahres sowie eine Nominierung für den Europäischen Filmpreis 2005 als beste Darstellerin.
Durch den Erfolg von My Summer of Love einem internationalen Publikum bekannt geworden, widerstand Natalie Press dem Lockruf Hollywoods und mehreren Angeboten für Kurzfilme, die sie auf frühere Rollentypen festgelegt hätten. Ihre Filmpartnerin Emily Blunt nutzte dagegen die internationale Aufmerksamkeit und startete eine erfolgreiche Hollywood-Karriere, die bis heute anhält. Press erschien in den folgenden zwei Jahren hauptsächlich in Nebenrollen in britischen Fernsehfilmen und -serien und war 2005 mit kleinen Auftritten in Martha Fiennes Drama Chromophobia und Roselyne Boschs Sciencefiction-Thriller Animal wieder im europäischen Kino vertreten. Ebenfalls im Jahr 2005 folgte die wiederkehrende Rolle der Caddy Turveydrop in der preisgekrönten britischen Fernsehserie Bleak House, in der Press u. a. neben Gillian Anderson, Charles Dance und Nathaniel Parker agierte. 2006 bekleidet sie Haupt- und Nebenrollen in vier Kinoproduktionen, darunter die erneute Zusammenarbeit mit Andrea Arnold an dem Kriegsdrama Red Road, das 2006 auf den 59. Internationalen Filmfestspielen von Cannes ausgezeichnet wurde, und Josh Appignanesis Low-Budget-Produktionen Song of Songs und Ex Memoria. Eine Zusammenarbeit zwischen Press und der Regisseurin Angela Workman an dem Historiendrama Brontë, in dem sie an der Seite von Michelle Williams und Emily Barclay die Geschwister Brontë verkörpern sollte, kam nie zustande. 
Neben ihrer Arbeit im Film und Fernsehen agierte Natalie Press auch im Theater. So erschien sie im Herbst 2004 unter der Regie von Ramin Gray in Clare Pollards Stück Weather am Royal Court Theatre. In der zeitgenössischen Tragikomödie gab sie gemeinsam mit Helen Schlesinger und Jonathan Coy einer funktionsgestörten britischen Familie aus dem Mittelstand ein Gesicht.

## Filmografie
- 2001: Holby City (Fernsehserie, Episode: Mother Knows Best)
- 2002: The Gathering
- 2002: Is Harry on the Boat? (Fernsehserie)
- 2003: Wespen (Wasp, Kurzfilm)
- 2004: Mercy (Kurzfilm)
- 2004: My Summer of Love
- 2004: Gerichtsmedizinerin Dr. Samantha Ryan (Silent Witness, Fernsehserie, Episode: Death by Water)
- 2004: Outlaws (Fernsehserie, Episode: Sins of the Father)
- 2004: Lie with Me (TV)
- 2005: Mr Harvey Lights a Candle (TV)
- 2005: Chromophobia
- 2005: Animal
- 2005: The Undertaker (Kurzfilm)
- 2005: Bleak House (Fernsehserie)
- 2006: Song of Songs
- 2006: The Man Who Would Be Queen
- 2006: Ex Memoria (Kurzfilm)
- 2006: Red Road
- 2007: Inseparable (Kurzfilm)
- 2007: Damage (Fernsehfilm)
- 2007: Nightwatching – Das Rembrandt-Komplott (Nightwatching)
- 2007: Son (Kurzfilm)
- 2008: Das Lager – Wir gingen durch die Hölle (In Tranzit)
- 2008: Cass – Legend of a Hooligan (Cass)
- 2008: The End (Kurzfilm)
- 2008: 50 Dead Men Walking – Der Spitzel (Fifty Dead Men Walking)
- 2009: Knife Edge
- 2010: The Pit (Kurzfilm)
- 2010: Five Daughters (Fernsehserie)
- 2010: Just Before Dawn (Kurzfilm)
- 2010: Donkeys
- 2011: Island
- 2011: The Jury II (Fernsehserie)
- 2012: Ill Manors
- 2013: Where I Belong
- 2015: Suffragette – Taten statt Worte (Suffragette)

## Auszeichnungen
- 2003: Lobende Erwähnung auf dem Stockholm International Film Festival für Wespen
- 2004: Nominierung für den British Independent Film Award für My Summer of Love (Beste Hauptdarstellerin)
- 2005: Lobende Erwähnung auf dem Motovun Film Festival für My Summer of Love (gemeinsam mit Emily Blunt)
- 2005: Evening Standard British Film Award für My Summer of Love (Beste Nachwuchsdarstellerin; gemeinsam mit Emily Blunt)
- 2005: London Critics Circle Film Award für My Summer of Love (Beste britische Nachwuchsdarstellerin), eine weitere Nominierung (Beste britische Hauptdarstellerin)
- 2005: Nominierung für den Europäischen Filmpreis für My Summer of Love (Beste Darstellerin)
- 2006: Nominierung für den Chlotrudis Award für My Summer of Love (Beste Hauptdarstellerin)
- 2007: Nominierung für die Goldene Nymphe des Fernsehfestivals von Monte Carlo für Damage (Beste Fernsehdarstellerin)
- 2010: Nominierung für den Independent Spirit Award für Fifty Dead Men Walking (Beste Nebendarstellerin)
- 2011: Nominierung für den British Academy Television Award für Five Daughters (Beste Hauptdarstellerin)
- 2011: Nominierung für den Royal Television Society Award für Five Daughters (Beste Darstellerin)
- 2014: Nominierung für den Österreichischen Filmpreis für Where I Belong